# ディック・アダムズ
ディック・アダムズ（Richard Leroy Adams、1920年4月8日 - ）は、アメリカ合衆国カリフォルニア州トゥオールミ出身のプロ野球選手（一塁手）。左投右打。

## 略歴
プロとしてのキャリアをスタートさせたのは1939年のこと。そこから3シーズンをマイナーリーグで過ごしたが、その後、アメリカ空軍に入隊。そのため、1945年に軍隊を退役するまでは野球選手としてはプレイしていない。
翌1946年から本格的にプロ野球生活を再開したアダムズは、マイナーリーグで打率.330、155打点の好成績を記録したことが評価され、同年11月にルール5ドラフトでフィラデルフィア・アスレチックスに入団。翌年の5月にはメジャーの試合にも出場を果たした。しかし、メジャーでは自身初のヒットをホームランで飾りながらも、最終的には年間で37試合で打率.202、2本塁打、11打点と結果を残すことは出来なかった。当時既に27歳だったこともあり、1948年以降はマイナーリーグへと逆戻りしてしまったアダムズは、1953年までメジャー再昇格を目指したが、結局はその夢を果たせずにキャリアを終えてしまった。

## 音楽家としての活動
アダムズは、シーズンオフになると自らグループのリーダーを務めるなど、プロの音楽家としても活動していた。
1989年には、グループのメンバーであったボブ・クロスビーとともにブラジルへと旅立ち、ピアノの演奏を披露したこともある。
また彼は、自身初の「ダンスの仕事」を、13歳の際に経験したと語ったことがある。中華料理のレストランで、一晩につき3ドルと彼が食べられるあらゆる中華料理を貰って、午後9時から翌日の午前2時まで働いていたそうだ。この仕事をこなした後で、朝になれば学校に行っていたというのは驚くべきことである。

## その他
- どちらも元メジャーリーガーである、ボビー・アダムズの兄であり、マイク・アダムズの伯父である（マイクはボビーの息子）。
- 野手では数少ない、左投右打の選手である。
- 本職はファーストだが、メジャーでは外野手としても3試合に出場している。

## 詳細情報

### 年度別打撃成績
| 年 度    | 球 団    | 試 合 | 打 席 | 打 数 | 得 点 | 安 打 | 二 塁 打 | 三 塁 打 | 本 塁 打 | 塁 打 | 打 点 | 盗 塁 | 盗 塁 死 | 犠 打 | 犠 飛 | 四 球 | 敬 遠 | 死 球 | 三 振 | 併 殺 打 | 打 率 | 出 塁 率 | 長 打 率 | O P S |
| -------- | -------- | ----- | ----- | ----- | ----- | ----- | -------- | -------- | -------- | ----- | ----- | ----- | -------- | ----- | ----- | ----- | ----- | ----- | ----- | -------- | ----- | -------- | -------- | ----- |
| 1947     | PHA      | 37    | 93    | 89    | 9     | 18    | 2        | 3        | 2        | 32    | 11    | 0     | 0        | 2     | --    | 2     | --    | 0     | 18    | 0        | .202  | .220     | .360     | .579  |
| MLB：1年 | MLB：1年 | 37    | 93    | 89    | 9     | 18    | 2        | 3        | 2        | 32    | 11    | 0     | 0        | 2     | --    | 2     | --    | 0     | 18    | 0        | .202  | .220     | .360     | .579  |

- 「-」は記録なし